# 七飯大川インターチェンジ
七飯大川インターチェンジ（ななえおおかわインターチェンジ）は、北海道亀田郡七飯町大川にある函館新道（北海道縦貫自動車道に並行する一般国道自動車専用道路(A'路線) ）のインターチェンジ。
函館IC - 七飯本町IC間約6.6 kmのうち約5.3 kmが4車線化されている。

## 歴史
- 2000年（平成12年）3月30日：函館IC - 七飯本町IC間開通に伴い、供用開始[2]。
- 2001年（平成13年）3月24日：七飯本町IC - 七飯藤城IC間が開通し、函館新道の自動車専用道路区間が暫定2車線で全線供用となった。

## 周辺
- 大中山駅 - 北海道旅客鉄道（JR北海道）函館本線
- 七飯町健康センターアップル温泉

## 接続する道路
- 直接接続
  - 北海道道969号大野大中山線
- 間接接続
  - 国道5号（赤松街道[3]）

## 隣
E5 函館新道
(1) 函館IC/JCT - (2) 七飯大川IC - (3) 七飯本町IC